# Rita Aldenhoff
Rita Aldenhoff-Hübinger, geb. Aldenhoff (* 28. Juni 1954 in Essen) ist eine deutsche Historikerin.

## Leben
Aldenhoff studierte Geschichte an der Heinrich-Heine-Universität Düsseldorf, an der sie 1982, betreut von Wolfgang J. Mommsen, promoviert wurde. Für ihre Dissertation über den liberalen Politiker Hermann Schulze-Delitzsch erhielt sie 1983 den Wolf-Erich-Kellner-Preis. Von 1985 bis 1991 war sie Wissenschaftliche Redaktorin der Max-Weber-Gesamtausgabe bei der Kommission für Sozial- und Wirtschaftsgeschichte der Bayerischen Akademie der Wissenschaften in München. Im Anschluss wurde sie Wissenschaftliche Mitarbeiterin im Arbeitskreis für moderne Sozialgeschichte in Heidelberg. Von 1995 bis 1997 erhielt sie ein Forschungsstipendium der Deutschen Forschungsgemeinschaft.
Im Jahr 2000 schloss Aldenhoff ihre Habilitation an der Europa-Universität Viadrina in Frankfurt an der Oder ab. Von 2004 bis 2020 war sie als Editorin von Vorlesungen und Briefen der Max-Weber-Gesamtausgabe tätig. 2006 wurde sie zur außerplanmäßigen Professorin für Neuere und Neueste Geschichte in Frankfurt an der Oder ernannt. Ihre Schwerpunkte in der Lehre liegen auf der Sozial- und Wirtschaftsgeschichte, der Zeitgeschichte Westeuropas und der Geschichte der DDR.
Rita Aldenhoff ist mit dem Historiker Gangolf Hübinger verheiratet.

## Veröffentlichungen (Auswahl)
- (mit Gangolf Hübinger): Das Berlin Max Webers. Erfahrungswelten einer Großstadt (= Berlin-Forschungen der Historischen Kommission zu Berlin, Band 9), Berlin: BeBra Wissenschaft 2025.
- (Hrsg. mit Denny Becker, Tim S. Müller und Constanze Rehfeld): Halbleiterstadt Frankfurt (Oder), 1959–1990 (= Frankfurter Jahrbuch, 2022), Berlin: Hendrik Bäßler Verlag 2022.
- (Hrsg. mit Edith Hanke): Max Weber: Gelehrtenbriefe 1878–1920. Mit einem Einleitungsessay von Gangolf Hübinger (= Ausgewählte Briefe, Band 2), Tübingen: Mohr Siebeck 2020.
- (Hrsg. mit Edith Hanke): Max Weber: Briefe. Nachträge und Gesamtregister (= Max Weber-Gesamtausgabe, Abt. II, Band 11), Tübingen: J.C.B. Mohr (Paul Siebeck) 2019.
- (Hrsg. mit Edith Hanke): Max Weber: Reisebriefe 1877–1914. Mit einem Einleitungsessay von Hinnerk Bruhns (= Ausgewählte Briefe, Band 1), Tübingen: Mohr Siebeck 2019.
- (Hrsg. mit Thomas Gerhards und Sybille Oßwald-Bargende): Max Weber: Briefe 1887–1894 (= Max Weber-Gesamtausgabe, Abt. II, Band 2), Tübingen: J.C.B. Mohr (Paul Siebeck) 2017.
- (Hrsg. mit Catherine Gousseff und Thomas Serrier): Europa Vertikal. Zur Ost-West-Gliederung im 19. und 20. Jahrhundert (= Phantomgrenzen im östlichen Europa, Band 5), Göttingen: Wallstein Verlag 2016.
- (Hrsg. mit Uta Hinz): Max Weber: Briefe 1895–1902 (= Max Weber-Gesamtausgabe, Abt. II, Band 3), 2 Halbbände, Tübingen: J.C.B. Mohr (Paul Siebeck) 2015.
- (Hrsg. mit Silke Fehlemann): Max Weber: Arbeiterfrage und Arbeiterbewegung. Vorlesungen 1895–1898 (= Max Weber-Gesamtausgabe, Abt. III, Band 4), Tübingen: J.C.B. Mohr (Paul Siebeck) 2009.
- (Hrsg.): Max Weber: Agrarrecht, Agrargeschichte, Agrarpolitik. Vorlesungen 1894–1899 (= Max Weber-Gesamtausgabe, Abt. III, Band 5), Tübingen: J.C.B. Mohr (Paul Siebeck) 2008.
- Agrarpolitik und Protektionismus. Deutschland und Frankreich im Vergleich, 1879–1914 (= Kritische Studien zur Geschichtswissenschaft, Band 155), Göttingen: Vandenhoeck & Ruprecht 2002.
- (Hrsg. mit Wolfgang J. Mommsen): Max Weber: Landarbeiterfrage, Nationalstaat und Volkswirtschaftspolitik. Schriften und Reden, 1892–99 (= Max Weber-Gesamtausgabe, Abt. I, Band 4), 2 Halbbände, Tübingen: J.C.B. Mohr (Paul Siebeck) 1993.
- Schulze-Delitzsch. Ein Beitrag zur Geschichte des Liberalismus zwischen Revolution und Reichsgründung, Baden-Baden: Nomos Verlagsgesellschaft 1984.

Online-Veröffentlichungen
- Agrarpolitik und landwirtschaftliche Interessenvertretung im 19. und 20. Jahrhundert, 21. Januar 2021.
- Comentários sobre Marianne Weber: Vida, obra, política, impacto, 2021.
- Le Blocus de Berlin, ou les débuts de la Guerre froide, 18. Oktober 2019, überarbeitet am 5. März 2021.
- Landwirtschaft im Spannungsfeld von Nationalisierung und Globalisierung. In: Themenportal Europäische Geschichte, 2007.